# Малая Шамья
Малая Шамья — река в России, протекает по Троицко-Печорскому району Республики Коми. Устье реки находится в 184 км от устья Северной Мылвы по правому берегу. Длина реки составляет 12 км.
Исток реки в болотах в 44 км к юго-западу от Комсомольска-на-Печоре близ границы с Усть-Куломским районом. Течёт на север, всё течение проходит по ненаселённому заболоченному таёжному лесу. Именованных притоков не имеет.

## Данные водного реестра
По данным государственного водного реестра России относится к Двинско-Печорскому бассейновому округу, водохозяйственный участок реки — Печора от истока до водомерного поста у посёлка Шердино, речной подбассейн реки — Бассейны притоков Печоры до впадения Усы. Речной бассейн реки — Печора.
Код объекта в государственном водном реестре — 03050100112103000059805.